# Solveig Horne
Solveig Horne, född 12 januari 1969 i Haugesund, är en norsk politiker inom Fremskrittspartiet. Hon är invald i Stortinget för Rogaland sedan 2005. I Stortingsvalet 2017 var hon Fremskrittspartiet toppkandidat i Rogaland. Hon var minister för barn, jämställdhet och inkludering i Regeringen Solberg från 2013 till 2018.